# Khanpalast von Bachtschyssaraj

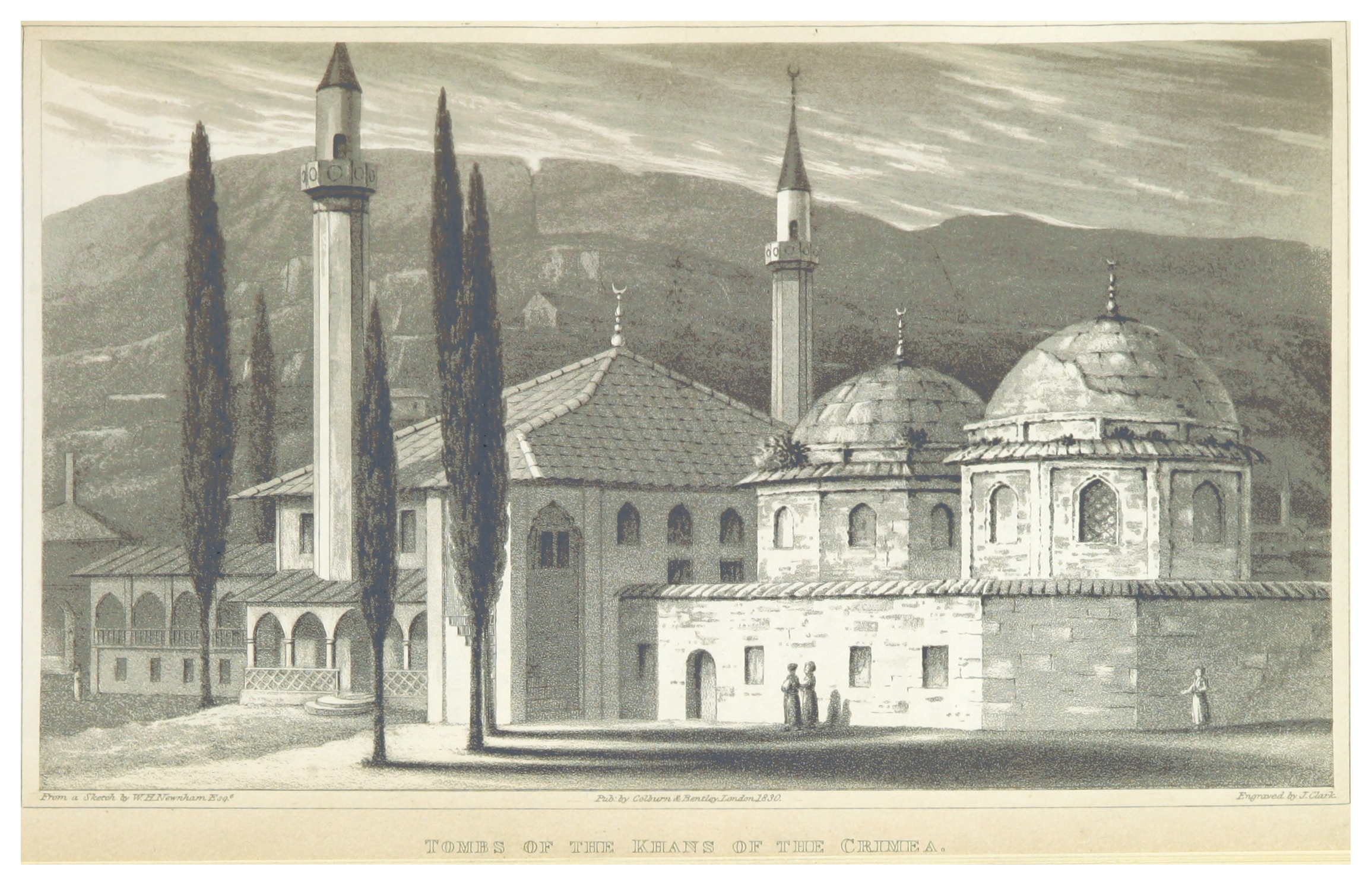
Gesamtansicht des Palastes um 1830

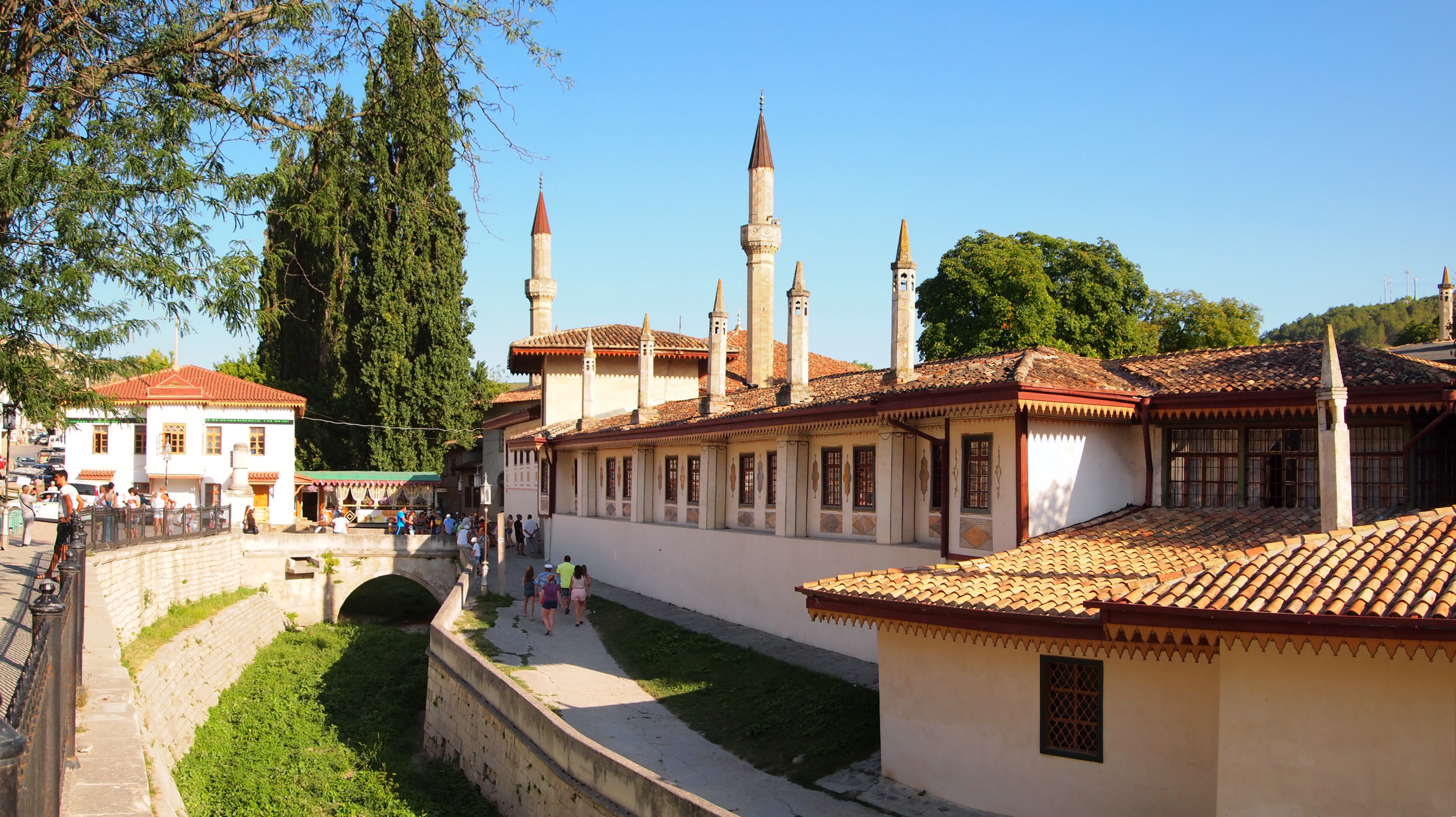
Khanpalast von Bachtschyssaraj

Der Khanpalast von Bachtschyssaraj (ukrainisch Ханський палац у Бахчисараї Chanskyj palaz u Bachtschyssaraji, krimtatarisch Hansaray) war der Sitz der Herrscher über das Khanat der Krim und stammt in seinen ältesten Bestandteilen aus dem 16. Jahrhundert. Heute befindet sich in dem nationalen Heiligtum der Krimtataren ein Museum. Der Name „Bachtschyssaraj“ (krimtatarisch Bağçasaray, ukrainisch und russisch Бахчисарай) kommt aus dem Türkischen und bedeutet „Gartenpalast“. Dieser Name bezeichnete ursprünglich alleine den Khanpalast, ging später jedoch auf die gesamte Stadt über.

## Geschichte
Der Baubeginn des Palastes geht auf Khan Sahib I. Giray zurück, der bis zu seinem Tod 1551 einen Gebäudekomplex errichten ließ, welcher einen weitaus größeren Umfang hatte als die heute erhaltenen Teile des Palastes. Nachdem ein Brand im Jahr 1736 viel von der ursprünglichen Bausubstanz zerstört hatte, leitete Khan Selamet II. Giray (1737–1743) den Wiederaufbau ein. Unter Khan Qirim Giray (1758–1769) wurden weitere wesentliche Elemente hinzugefügt. Seit 1917 ist der Palast ein staatliches Museum.

## Gebäude
Der Palastkomplex gliedert sich in Haupthof, Wirtschaftshof und Khansfriedhof und besteht heute hauptsächlich aus dem Hauptgebäude mit Diwanssaal, Goldenem Kabinett, Brunnenhof und Kleiner Palastmoschee, der Großen Khan-Dzhami-Moschee, dem Harem, dem Palais Katharinas II., dem Sary-Giuzel-Bad und dem Mausoleum der Diliara Bikech.

## Der „Tränenbrunnen“

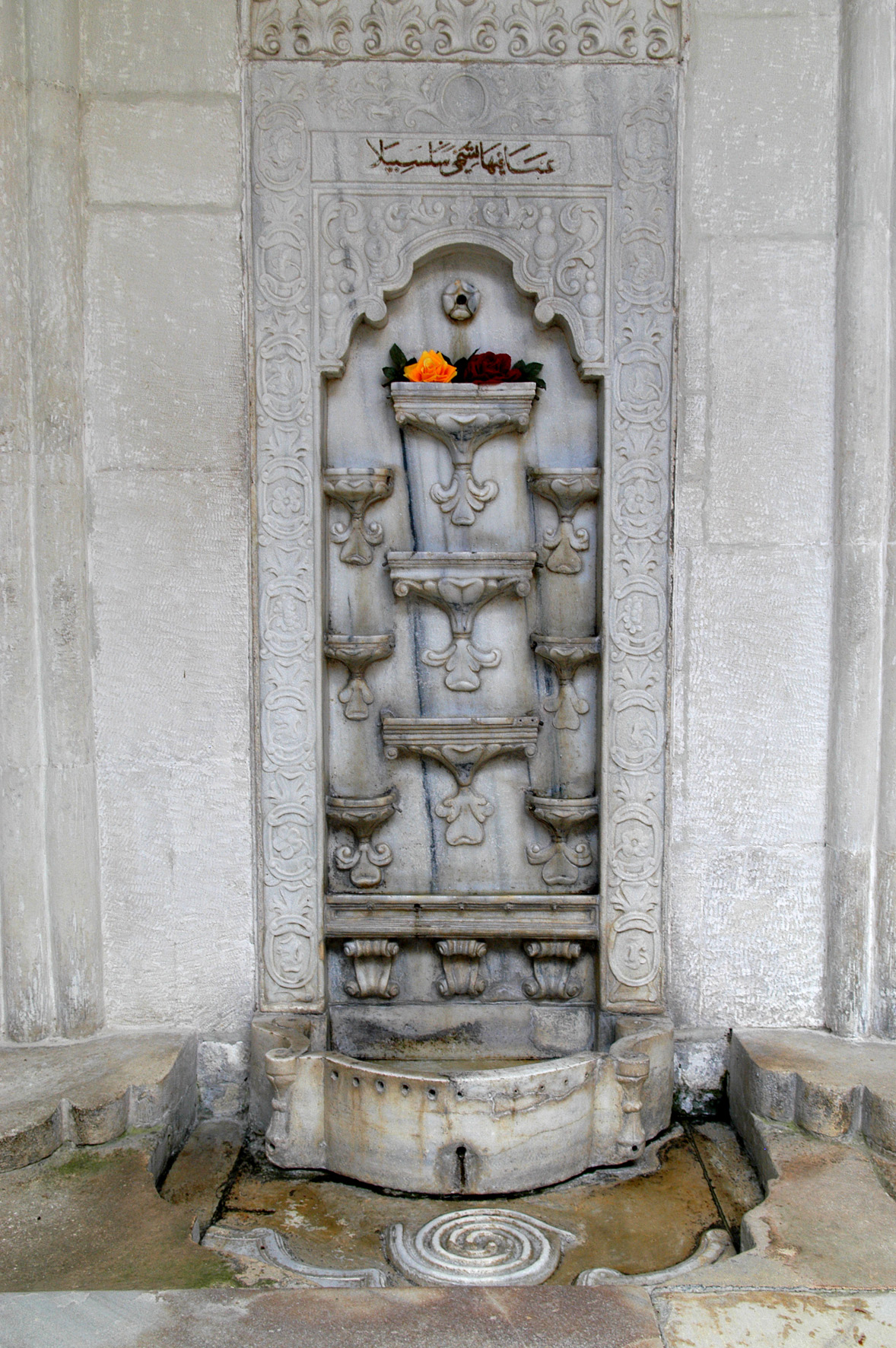
Tränenbrunnen im Khanpalast in Bachtschyssaraj

Im Brunnenhof befindet sich der „Tränenbrunnen“, der aus einem einzigen Marmorblock gemeißelt wurde und ursprünglich am Mausoleum der Diliara Bikech stand. Der Brunnen ist ein Andenken des Khans Qirim Giray an seine verstorbene Frau Diliara Bikech. Er wurde vom Hofkünstler Omer um 1764 gefertigt. Die Tropfen des Wassers fallen noch heute rhythmisch auf zwei auf einem Vorsprung liegende Rosen. Viele Dichter und Maler haben sich von dem Brunnen inspirieren lassen, so etwa Alexander Puschkin („Der Brunnen von Bachtschissaraj“) oder Adam Mickiewicz.

## Rezeption
1846 schuf der Maler Wilhelm Kiesewetter das Modell „Der Palast der Tartar-Chane in der Krim“, das zum Bestand des Museums Europäischer Kulturen zählt.

## Bilder

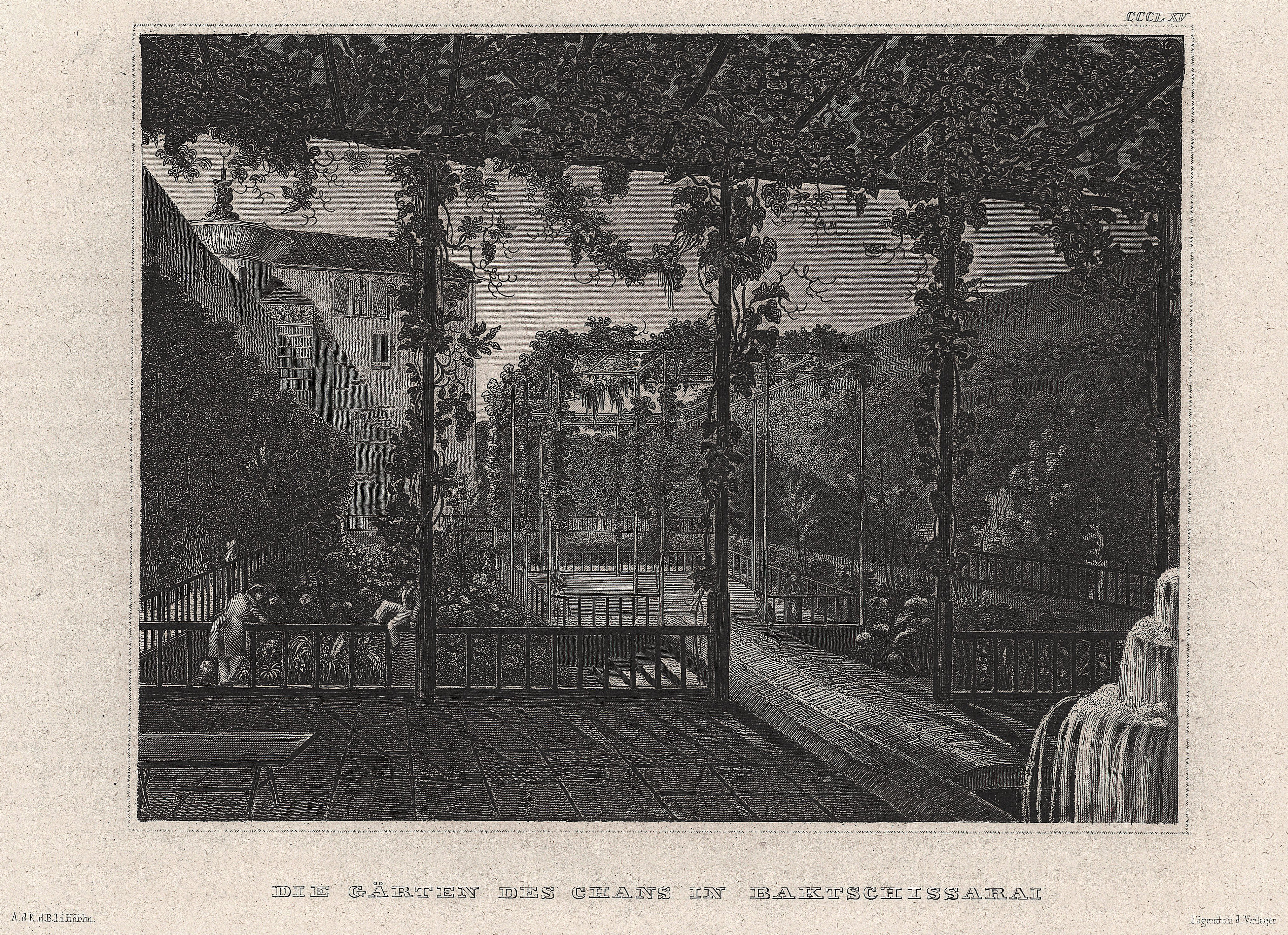
Der Garten im Khanpalast um 1840
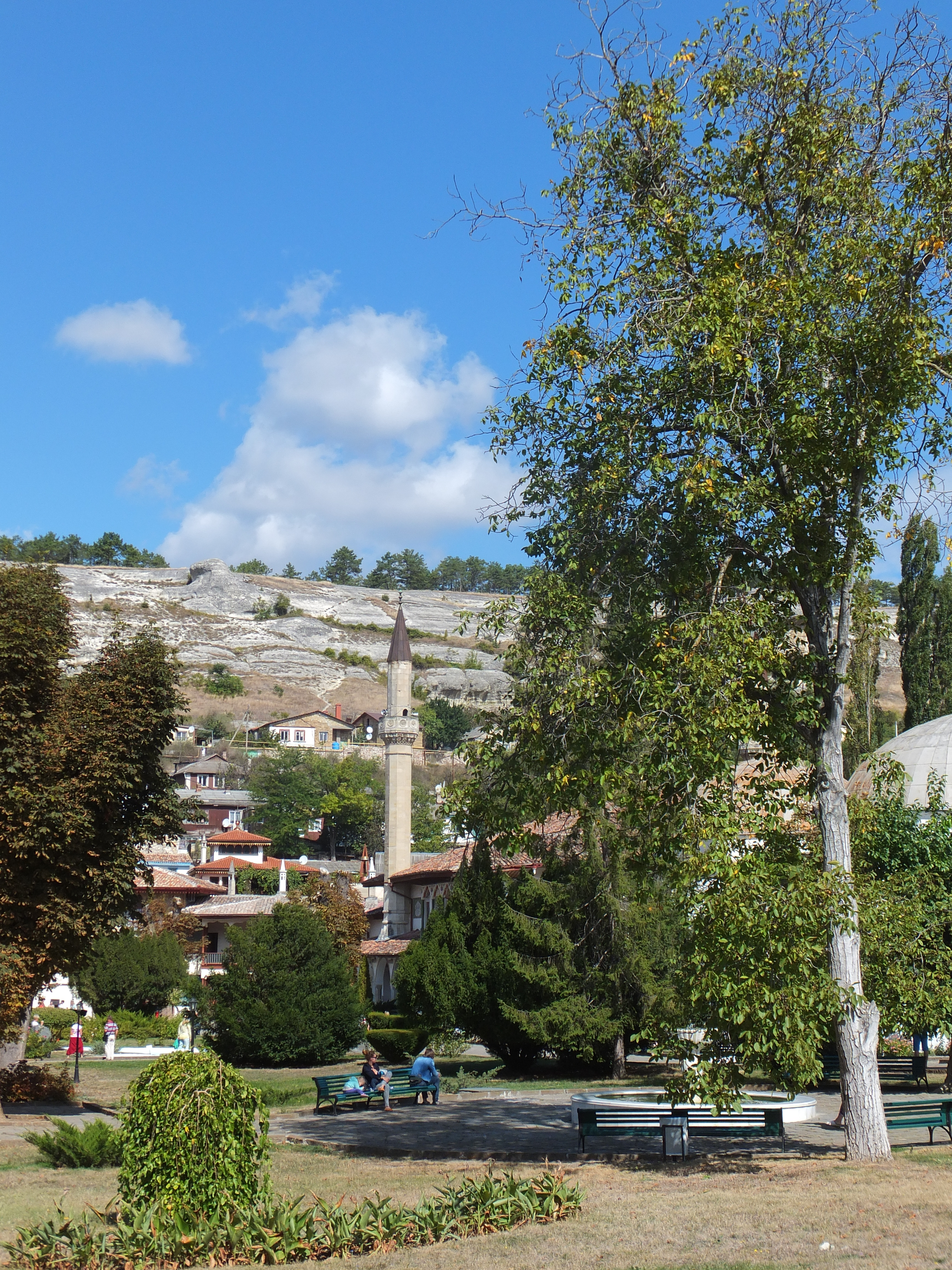
Garten im Khanpalast
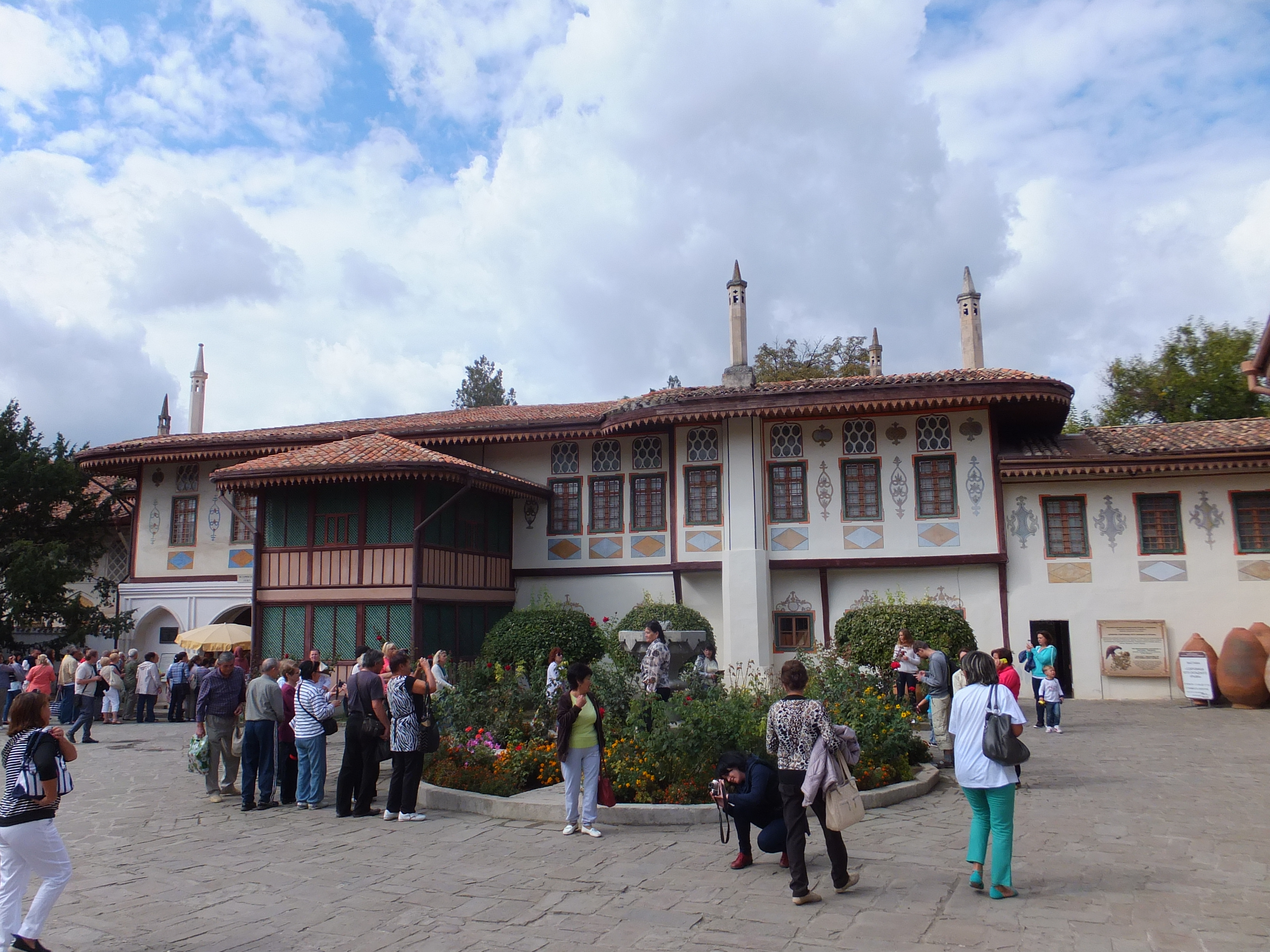
Touristenansturm
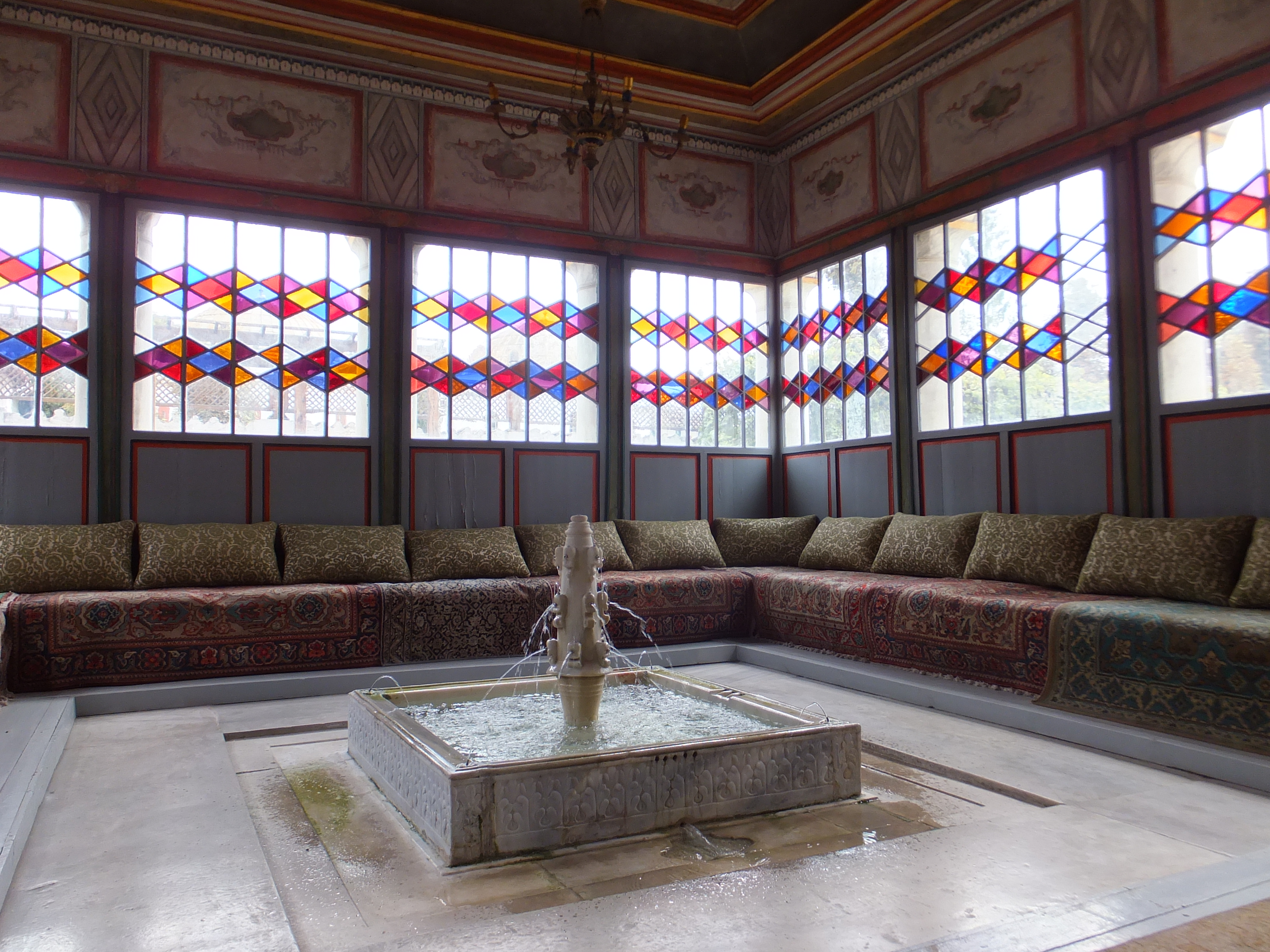
Zimmer mit Brunnen